# Họ Cua xanh
Họ Cua xanh (danh pháp khoa học:  Carcinidae) là một họ nhỏ chứa các loài cua trong bộ giáp xác mười chân (Decapoda). Trong họ này có loài xâm lấn khét tiếng là cua xanh châu Âu (Carcinus maenas).

## Đặc điểm
Mai gần giống hình lục giác tới hình quả lê, với chiều rộng xấp xỉ bằng hoặc hơn chiều dài. Mép sau lồi. Có 4-5 răng cưa ở mỗi bên phía trước. Có thể có các gờ dạng hạt mờ trên mặt mai. Các rãnh trên hốc mắt suy giảm. Các rãnh dưới hốc mắt suy giảm hoặc không có. Mép trước với 3 thùy, nhưng các thùy bên có thể không phân biệt được. Các thùy hốc mắt bên trong mờ nhạt. Cuống mắt ngắn. Chân hàm 1, thùy của mép trong (thùy cua bơi) nếu có thì không rõ nét. Chân kìm (càng) dài, to, nhưng ít nhất là ngắn hơn một chân bò. Chân bò cuối cùng có ngón hình trâm, hình kiếm hay hình mác chứ không dẹt. Ở cua đực thì giáp bụng dao động từ hình tam giác tới hẹp và gần như đồng nhất về bề rộng. Các đốt thân 3-5 hợp nhất. Chân giao cấu 1 hơi cong tới thẳng. Chân giao cấu 2 hơi ngắn hơn chân giao cấu 1. Âm hộ có chỗ hé mở rộng hơn dài.

## Lịch sử phân loại
Carcininae từng được coi là một phân họ trong họ Portunidae, như trong Ingle (1980), Davie (2002b), Poore (2004) và Ng et al. (2008). Trong Ng et al. (2008) nó bao gồm 5 chi là Carcinus, Portumnus, Xaiva, Echinolatus và Nectocarcinus.
Họ Carcinidae được công nhận trong Karasawa et al. (2008), De Grave et al. (2009), Schubart & Reuchel (2009),, Spiridonov et al. (2014), Davie et al. (2015b) và Evans (2018). Tuy nhiên, định nghĩa và giới hạn của họ này thì thay đổi tùy theo từng tác giả.
Trong Karasawa et al. (2008) thì nó bao gồm 2 phân họ là Carcininae và Polybiinae của họ Portunidae theo định nghĩa của Ng et al. (2008), trừ đi hai chi Echinolatus và Nectocarcinus từ phân họ Carcininae và các chi Bathynectes, Macropipus, Necora, Parathranites và Raymanninus từ phân họ Polybiinae. Các chi này được Karasawa et al. (2008) chuyển thành họ Macropipidae.
Schubart & Reuchel (2009) tách hai phân họ của Carcinidae theo định nghĩa của Karasawa et al. (2008) tương ứng thành 2 họ Carcinidae và Polybiidae. Họ Polybiidae sáp nhập và bao gồm cả họ Macropipidae.
Spiridonov et al. (2014) công nhận cả Carcinidae và Polybiidae, nhưng tách 2 chi Echinolatus và Nectocarcinus từ Polybiidae để xếp ở vị trí không xác định (incertae sedis) trong Portunoidea. Các tác giả cũng chia họ Carcinidae thành 2 phân họ là Carcininae và Portumninae. Davie et al. (2015b) không thay đổi gì trong phân loại của Spiridonov et al. (2014), trừ việc đổi phân họ Portumninae thành Platyonichinae theo nguyên tắc ưu tiên tên có trước và xếp Echinolatus cùng Nectocarcinus trong họ Ovalipidae.
Evans (2018) chỉ công nhận họ Carcinidae mà không công nhận họ Polybiidae. Theo định nghĩa của tác giả này thì Carcinidae được mở rộng để bao gồm cả Carcinidae lẫn Polybiidae theo nghĩa Spiridonov et al. (2014), đồng thời sáp nhập thêm các họ Thiidae, Pirimelidae và chi Coelocarcinus từ phân họ Caphyrinae họ Portunidae chuyển sang.

## Phân họ và chi
Phân loại dưới đây lấy theo Evan (2018). Khi đó họ này bao gồm 15 chi với 50 loài còn sinh tồn đã biết.
- Phân họ Cacininae MacLay, 1838 sensu stricto
  - Carcinus: 2 loài.
- Phân họ Platyonichinae Dana, 1851 = Portumninae Ortman, 1898
  - Portumnus: 2 loài
  - Xaiva: 3 loài.
- Phân họ Polybiinae Ortmann, 1893 = Polybiidae
  - Necora: 1 loài.
  - Bathynectes: 5 loài
  - Coenophthalmus: 1 loài.
  - Macropipus: 4 loài.
  - Polybius: 1 loài.
  - Liocarcinus: 13 loài.
  - Parathranites: 8 loài.
- Phân họ Pirimelinae Alcock, 1899 = Pirimelidae
  - Sirpus: 4 loài.
  - Pirimela: 1 loài.
- Phân họ Thiinae Dana, 1852 = Thiidae
  - Thia: 1 loài.
  - Nautilocorystes: 2 loài.
- Phân họ Coelocarcininae Števčić, 2005
  - Coelocarcinus: 2 loài.

## Hóa thạch
Hai chi hóa thạch dưới đây được coi là thuộc phân họ Carcininae.
- Miopipus: Miopipus pygmeus được mô tả từ địa tầng kỷ Đệ Tam ở Hungary.
- Cicarnus: Cicarnus fumiae được mô tả từ địa tầng Paleogen ở Nhật Bản.

## Hình ảnh

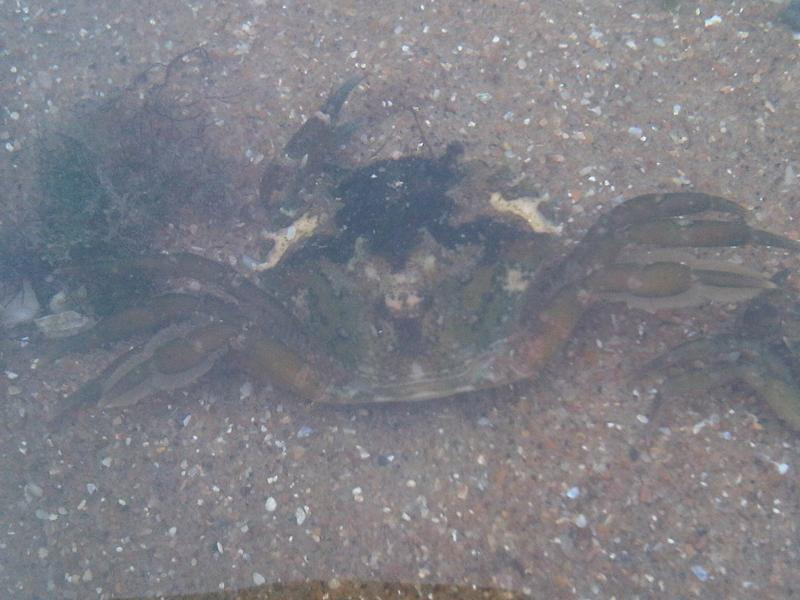
Carcinus maenas
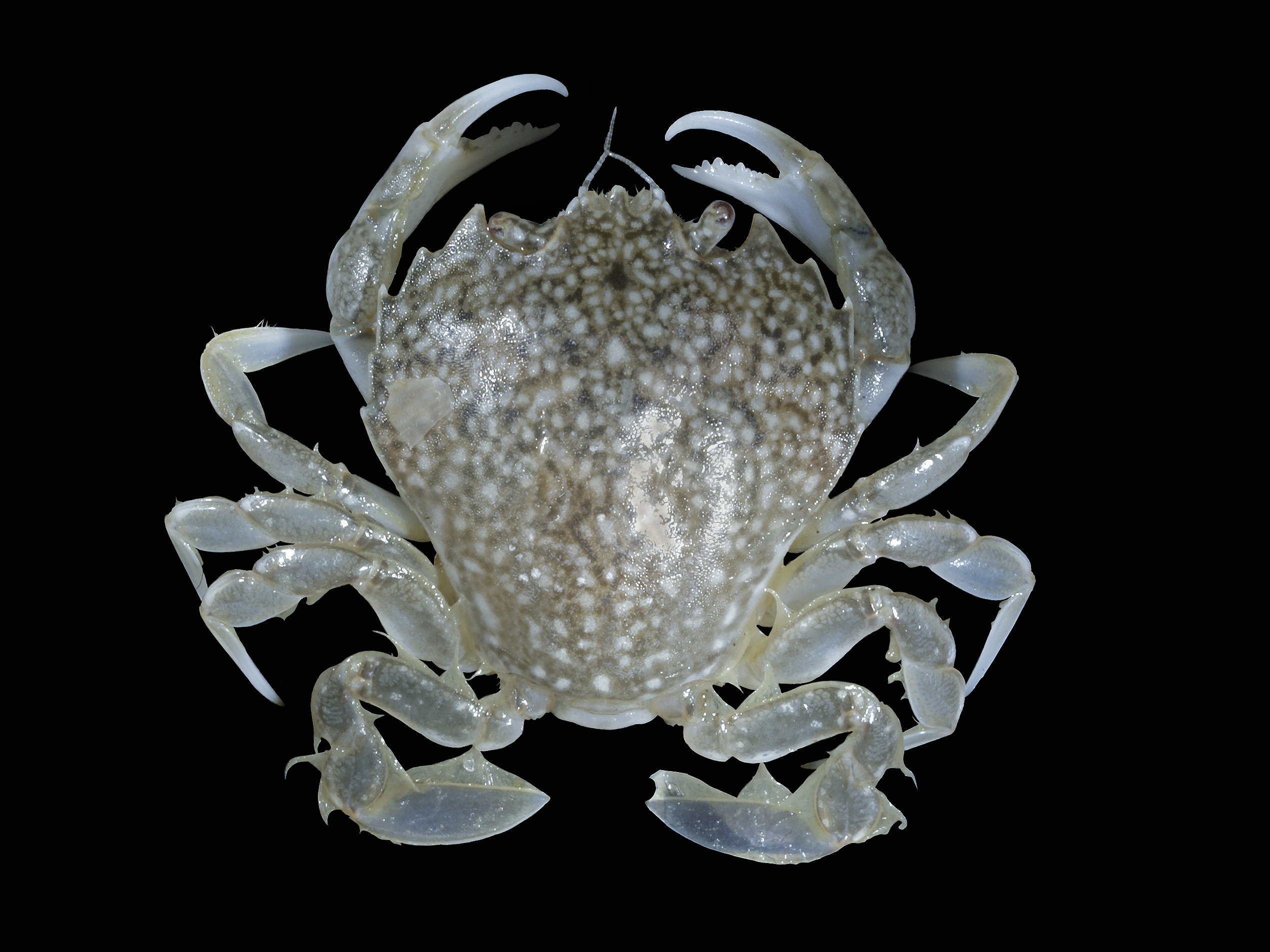
Portumnus latipes